# まさに外道
まさに外道（まさにげどう）は、日本の電子掲示板・ふたば☆ちゃんねるを発祥とする面白画像・コラージュ画像及び、そのコラージュ画像から派生した二次創作の呼び名である。特にコラージュ画像に登場する、コーカソイド（白人）の赤ちゃん個人を指して外道ベイビー（げどうベイビー）、または赤さん（あかさん）と呼ばれることもある。

## 概要
現在まで大量に作成されているコラージュの原型となった画像を最初に作成した人物が誰かは不明であるが、2001年にふたば☆ちゃんねるが開設されてから間もない時期に投稿されたと見られる。最初に投稿された画像は、赤ちゃんが「赤ちゃんではなく赤さんと呼べ」と尊大な態度で語りかけるものであったが、この画像を基に赤さんが他人の不遇に追い打ちをかけるような発言をしたり、親切を装って実はとんでもない嫌がらせをしたことを激白する二次創作が沢山作られ、画像の左下に「まさに外道」のナレーションが入れられるのが約束事となっている。
「まさに外道」という単語は、漫☆画太郎の漫画作品『地獄甲子園』『第六獄 犬とオヤジの名前決定！！！の巻』で、外道高校監督が数ページ前にキャラクターの名前が採用されたとした読者2人に対して

「てめーーらにプレイステーションはやんねーーー！！！！！」

「もちろんパラッパラッパーもなーーーーーー！！！！！」

まさに外道！！！

と当該キャラを殺して当選を無かった事にするページと、この原稿を流用した次のページで、次回予告をすると見せかけて

「てめーらにはおしえてやんねーー！！！！！」

「くそしてねろ！！！！！」

まさに外道！！！

と述べて前フリを裏切る描写に由来する。
「赤さん」の画像は長らく出典が不明で性別も男児説と女児説の両論が存在していたが、2010年になってアメリカ合衆国・フロリダ州在住でフロリダ大学生の男性が開設している個人サイトに2000年に掲載された、アレンさんと夫人の間に生まれた男児、スティーブン・ロバート・ルート（1999年10月25日生）の写真である事が判明した。アレンさんは現地メディアの取材に対して、自分の息子の写真が日本でコラージュ画像に無断使用されて広まっていることについては取材を受ける以前から認識しており、当初は困惑したものの問題視する気は無くコラージュの素材に息子の写真が選ばれたことに対しては「日本人は赤ちゃんが好きなんじゃない?」と好意的に受け止めていると回答。また、自身もコラージュ画像から派生した二次創作の中で8ビット風（コンピュータゲーム調のレイアウトで「お前らごときに見せる画像にフルカラー1677万色使うなんざもったいねえ」「ファミコンの52色でじゅうぶんよ!!!」「まさに げどう」と表示されるドット絵）が気に入っており、自分の息子を模したフィギュアが実際に販売されているものか知りたいとも述べている。取材時に10歳であったスティーブンはインタビューに対し、以前に母親から自分が「ある意味流行になってる」と聞かされたと回答している。

## 派生
「まさに外道」の画像とフレーズは後に、PINKちゃんねるの半角二次元板などで広く使用されていたアップローダーの一つ・カサマツ☆アップローダ（2007年閉鎖）においてファイルが未検出 (HTTP 404) の際や直リンクを禁止する旨の警告に使われていたことから、ふたば☆ちゃんねるの外でも広く知られることになった。
また、ふきだしの部分に対応するセリフを入れると自動的に画像が作成されるジェネレータも複数種が提供されている。
この他、2ちゃんねるではアスキーアートも制作されている。
```
 －-　　 　 　 　　 　 　 　　 , -'" ￣ ｀ 丶、　 /　　　　　　　赤　　赤
 ─--　　　　　　 　 　　 ／　　　　　　　　 ＼|　　　　　  さ　　ち
 　　　　　　　　　　　 /　　　　　　　　　　　 |　　　 　ん　　ゃ
 ─── 　 　 　　 　　   　i　　 _ _　　　　 _ _ 　ヽ＿　 　　と　　ん
 ￣￣　　　　　　　　　|　／二` 　 　 "二ヽ、　|　 〉 　　　呼　　で
 　　　　　　　　　　 _| 　_,ｨiュﾐ 　 r_,ｨiュミ　　ﾚ-|　　　べ　　は　　
 二二二　　 　 　　 　 ヾ! 　　- ' r　 `ヽ ￣´　　|　∧　　　 　　　な
 ── ＿＿＿　 　 　　 ﾞ!　　〃　 ＾ ＾　 ヽ　　　l-/　 〉　　  　 　く
 　ま　　　　 　 　 　 　 i　　 { ='"三二T冫 　/´＿ノ／＼＿＿
 　さ　　二ニ　　　　_,ｨﾍ　　ヽ ヾ== 彳　　 /:::/`ー- ､
 　に　　　　　_, ィ´:::::/　l＼　 ﾄ､ ｰ一　/ ／::／　　 　 ＼
 　外 　 　 ／　 |:::::::::￣￣￣::`ｰ＝彳＿∠ ＿　　　　　　ヽ
 　道　　 /　　　|::::::::::::::::::::::::::::(‥):::〈＿　 　 　＼　　 　 　 l
 　 　 r'"｀丶、　|:::::::::／:::/::::´:::::::::::::::::(＿　　　　 ﾄ､　 　 　 |
 _／ / `ｰ ､　＼|::::／:::::/:::::::::::::::::::::::::::(＿　　　　　　＼　　　＼
```

## その他
- ニコニコ動画に投稿された元ゲイ・ポルノ俳優のビリー・ヘリントンを題材にしたMADムービー「本格的 ガチムチパンツレスリング」で、出演者の股間を隠す際に赤さんの顔が使用されている。2009年2月にマックスファクトリーがヘリントンのfigmaを発売した際には、付属パーツとして赤さんを付けて欲しいとの要望が有ったものの、肖像権の問題で断念したとされている。